# Knébel Terézia
Knébel Terézia, becenevén: Riza (Szombathely, 1889. július 12. – Szombathely, 1963. február 20.) festőművész, fényképész.

## Életútja
Knébel Jenő (1865–1935) fényképész és Koller Teréz leányaként született. Budapesten végezte művészeti tanulmányait Deák-Ébner Lajos női festőiskolájában. Szombathelyen működött. 
1912-től táj- és figurális képeket (Déli napsugarak, Parkrészlet, Somogymegyei arató, stb ) állított ki a Műcsarnokban és a Nemzeti Szalonban. 
1949-ben három évre kinevezték fényképészipari mestervizsga-bizottsági tagnak. A szombathelyi múzeumban megtalálható néhány arcképe és tanulmányrajza.